# 하야쓰키카즈미촌
하야쓰키카즈미촌(早月加積村)은 도야마현 나카니카와군에 있던 촌이다. 

## 역사
- 1889년 4월 1일 - 정촌제 시행에 의해 가미니카와군 하야쓰키카즈미촌이 성립하였다.
- 1897년 4월 1일 - 군 개편에 의해 가미니카와군에서 분립해 나카니카와군이 성립하여 나카니카와군에 소속되었다.
- 1953년 11월 1일 - 나메카와 정·나카카즈미촌·히가시카즈미촌·사이카즈미 촌·기타카즈미 촌·빈카즈미 촌·니시카즈미 촌이 합병해 나메카와 정이 성립하였다.

## 참고문헌
- 『市町村名変遷辞典』東京堂出版、1990年。